# Jenny Quantum
Jenny Quantum, conocida también como Jennifer Quarx, es un personaje ficticio, una joven superheroína del Universo WildStorm, perteneciente a la editorial DC Comics. Ella apareció por primera vez como niña en el cómic de The Authority Vol. 1 #13 (mayo del 2000), y fue creada por Mark Millar y Frank Quitely. Apareció por primera vez como chica adolescente a tiempo completo en la historia del cómic The Authority: Revolution #7 (junio del 2005) y fue desarrollada por parte de Ed Brubaker y Dustin Nguyen.

## Biografía del personaje ficticio
Jenny Quantum nació el 1 de enero del año 2000 en Singapur en el mismo momento en que se presentó la muerte de Jenny Sparks. Poco después, su madre biológica fue asesinada por supervillanos que intentaron secuestrarla y dar forma al siglo venidero. La identidad y el paradero de su padre biológico son desconocidos. Fue rescatada y atendida por The Autrhority y posteriormente fue adoptada por Apollo y Midnighter poco tiempo después de formalizar su matrimonio del mismo sexo. Ella es sería la más reciente líder del equipo de superhéroes conocido como The Authority.
Jenny aparecería por primera vez en las páginas de The Authority Vol. 1 #13, cuando era apenas una niña y posteriormente lo volvería hacer en The Authority: Revolution #07, cuando se convirtió en adolescente. quantum es denominada como el "Espíritu del Siglo XXI", y una de las Bebé del Siglo más joven conocida hasta el momento, así como es la sucesora del Espíritu del Siglo XX, Jenny Sparks.
En la historia Fractured World (The Authority Vol. 1 #10-13), se revelaría que Jenny Quantum tenía una hermana gemela, llamada Jenny Fractal. Por aquel tiempo, se creyó que algún miembro de su familia biológica no quedaron sobrevivientes.
La hermana gemela de Jenny había sido encontrada ilesa en las ruinas de un hospital en Singapur por agentes del gobierno chino, que de insofacto la reconocieron como una superarma potencial en la que estaba destinada a convertirse. Ella estaba inmersa a seguir un cruel programa de asesinatos, que involucraba el hiper-aprendizaje, así como en el entrenamiento en diferentes formas de matar y hacer la guerra. Tomó el nombre de Jenny Fractal, luego de que descubriese que sus poderes le permitía desgarrar la costura de toda la realidad.
Sin embargo, Fractal escaparía de sus captores, causando una serie de fracturas en toda la estructura de la realidad. Forzaría al gobierno a que la ayudase, so pena de que sufriesen la aniquilación total; ella sería capaz de convencer a The Authority de que ella era supuestamente era la madre biológica de Jenny Quantum. Mientras esto ocurría, Jenny se encontraba a bordo del Carrier cuando en ese momento, se presentó otra serie de fracturas de la realidad en todo el mundo, que causó que muchas ciudades del mundo fuesen destruidas.
Debido a esto,  Jenny Quantum se vio obligada a luchar contra su hermana, su padre adoptivo, Apollo, estuvo a punto de ser asesinado mientras los demás miembros de Authority intentaban controlar los daños causados por las roturas de la realidad en toda la Tierra. Fractal finalmente tomó por completo el control del Carrier de Authority, luego de haber asesinado a Jenny Quantum.
En un intento por devolverle la vida a Jenny, el Doctor logró capturar su espíritu en el momento que murió, colocándola temporalmente en el jardín de la Memoria Ancestral. Authority volvió atrás en el tiempo hasta el día del nacimiento de los gémelos, donde Midnighter sería enviado a matar a la bebé Fractal. Sin embargo, Authority se vería forzado a enfrentarse a Fractal, quien los había seguido en su viaje en el tiempo, para distraerla. Después de la muerte del bebé, el Doctor ayudaría al espíritu de Jenny a regresar al otro cuerpo.
Debido a que ambos eran los sucesores de Jenny Sparks, y como uno de los gemelos había fallecido, el otro se convirtió de manera definitiva en el único Espíritu del Siglo XXI. Como la conciencia de Fractal no fue capturada al momento de su muerte, Jenny logró alcanzar a transferirla a su propio cuerpo.
En el cómic The Authority: Revolution #7, quantum se vio obligada a forzar su envejecimiento hasta llegar a la adolescencia porque tuvo que combatir una amenaza proveniente creada por Henry bendix (ahora en su estatus como villano) y un grupo de superhumanos malvados. En el momento en el que lucha contra Bendix, Jenny logró liberar al Doctor actual,, llamado Habib Ben Hassan, y prepararlo para la lucha contra Bendix.

### WorldStorm
En las páginas del cómic Capitán Atom: Armaggedon #9 mata accidental e involuntariamente a Jenny Quantum cuando intenta detener la acumulación de energía que poseía dentro de su cuerpo, debido a que estaba a punto de destruir el universo. Sin embargo, en una serie de ilustraciones promocionales del cómic que fue escrito por Grant Morrison y dibujado por Gene Ha para el siguiente volumen de The Authority, mostraban a una Jenny Quantum (que ahora fue renombrada como Jenny Quarx), que aparentemente sobrevivió y se encontraba parada al frente de un cartel de la nueva alineación de Authority, y que también parecía tener en parte la misma alineación que la versión anterior. Quantum/Quarx ahora poseía una camiseta con la bandera de Singapur (su país natal) de la misma manera que Jenny Sparks tuvo su camiseta de Union Jack que representaba al Reino Unido.

#### Número de la BestiayWorld's End
En el verano y otoño del 2008, WildStorm produjo una serie limitada de ocho números, titulada, Número de la Bestia, donde se documentaba el fin del mundo del Universo WildStorm, causado por parte de un resucitado John Cumberland del equipo conocido comoChangers. Durante la serie, se sacrificó para evitar que el motor del Carrier se sobreescribiese y destruyese a un universo en miniatura que se encontraba encerrado en el momento que el Carrier se estrelló sobre la superficie de la Tierra. Antes de absorber el universo, eJenny se despidió del Doctor, diciéndole que si regresaba debería encontrarla y contarle cómo terminó todo. Luego, tras los acontecimientos narrados en la mencionada serie limitada, una nueva serie de Authority escrita por Dan Abnett y Andy Lanning, llamada The Authority: World's End presentó al mundo en un estado posapocalíptico, en el cual, Jenny (al menos inicialmente) estaba ausente.

### Los Nuevos 52/DC: Renacimiento
En el 2011 con el reboot del Universo DC con la estrategia comercial de Los Nuevos 52, el personaje de Jenny Quantum sería introducido al Universo DC en las páginas de StormWatch Vol.3 #1 (septiembre del 2011) como miembro del equipo. Esta versión, siendo preadolescente, tuvo como tutor a Adam One, un nuevo personaje que fue agregado a las historias de los personajes WildStorm para este reinicio del Universo DC y que había ejercido la tutoría de cientos Bebés del Siglo, entre ellos a la mismísima Jenny Sparks. En esta nueva continuidad, Jenny se llama Jennifer Emily Quantum, y sus poderes en la "Física del siglo XXI", sean los que sean, lo que llevaría a Adam a afirmar que puede probar casi cualquier cosa que quisiera en este momento. En el quinto número de dicha serie, se revela que su padre era un general que creyó que su hija murió en un ataque terrorista. Además, cuando llegue el momento de cumplir la mayoría de edad, cumplirá su destino de ejercer como miembro líder de StormWatch. El escritor Paul Cornell saldría de la serie para ser reemplazado por el reconocido escritor Jim Starlin, quien trajo una serie de cambios con el equipod e StormWatch, y mostró una serie de cambios a partir del #19 de dicha serie, con una versión restaurada de la versión del equipo de StormWatch, (incluyendo a Apolo y Midnighter caracterizados como en los tiempos de sus primeras apariciones con Image Comics y en WildStorm) y haciendo borrar temporalmente a Jenny Quantum de la continuidad, luego de una alteración de la historia de estos personajes a causa de paradoja temporal, haciendo que Jenny Quantum fuese reemplazada por otra Bebé del Siglo llamada Jenny Soul, siendo esta vez una chica telépata de origen inglés adulta con habilidades telequinéticas. En el último número antes de ser cancelada la serie, en StormWatch Vol.3 #30 (junio del 2014), el equipo sería restaurado y reiniciado a causa de la corrección de la corriente temporal luego de la última aventura del equipo, permitiendo restaurar a Jenny Quantum tomando a la versión más tradicional del personaje visto en el equipo y borrando de paso al personaje de Jenny Soul, aunque en este caso Jim Starlin no escribió esta historia, siendo escrita por Sterling Gates.

## Poderes y habilidades
- Espíritu del Siglo XXI: Jenny Quantum, al ser conocida como el "Espíritu del siglo XX" sería reconocida como una Chica del siglo, pero debido a su nacimiento, fue inicialmente conocida como la "Baby Century", o traducido como La Bebé del siglo", puesto que ella nació con el siglo, luego de haber nacido el 1 de enero de 2000. A diferencia de sus predecesoras, ella inmediatamente se manifestaron sus poderes, mostrando ciertas capacidades y habilidades superhumanas, y que a diferencia de otros bebés del siglo, en el que los poderes se manifestaban al cumplir los 20 años, más adelante, por razones que se explicarían debido a una aventura con The Authority, tuvo que manifestar de insofacto el poder para manipular su envejecimiento (un poder cercano a lo que se denomina como Inmortalidad), haciendo que llegase en poco tiempo a la adolescencia. Se ha llegado a teorizar que su naturaleza como superhumano, se refleja como si fuese un sistema inmune para el planeta, debido a que su misma existencia la llevaría a su destino como protectora de la Tierra. Como tal, supuestamente representa un aspecto respecto al siglo en el que nació. En su caso, Jenny Quantum su influencia radica durante todo el siglo XXI, y como tal, sus estados emocionales estarán directamente relacionados con el estado del mundo.
- Vejez Ralentizada: Aunque se podría definir como una especie de Inmortalidad, realmente no es así, los efectos del crecimiento, se hicieron forzar su crecimiento hasta la adolescencia pero como una medida forzada para ayudar a sus compañeros de equipo que se encontraban en dificultades, pero esto le permite conservar su juventud hasta su fallecimiento al final del siglo XXI, es decir, que en vez de poseer una inmortalidad, podrá acceder a una notoria juventud eterna. Al menos durante su vida la expectativa de vida es llegar a los 100 años, sin tener que envejecer al momento de ella madure a la edad adulta promedio.
- Manipulación y alteración de la realidad a nivel quántico: Jenny tiene el poder de manipular y alterar la realidad a nivel cuántico, lo que ple permite lograr crear, destruir o transformar cualquier cosa que pueda concebir a nivel cuántico y molecular. Jenny con esta habilidad, es capaz de manipular las leyes de la dinámica cuántica (moldearla), manipular las energías ambientales y acelerar su propia edad. Su padre adoptivo, Apollo alguna vez la describió como alguien que posee la capacidad de hacer "básicamente cualquier cosa". Entre otro poderes, también tiene la capacidad de acelerar y desacelerar el tiempo, manipularlo para utilizarlo a su antojo (viajes en el tiempo, cambios en la continuidad, viajes interdimensionales, y crear líneas del tiempo alteras) así como la capacidad de proyectar energía, algo visto entre sus primeras manifestaciones de sus poderes al nacer, debido a que produjo una explosión de energía con una fuerza suficiente para desintegrar las piernas de un enemigo gigantesco.
- Campo de Fuerza: Este es generado a partir de la emanación de su poder de energía, que le sirva para protegerse de ataques o proteger a otros.
- Teletransportación: Este poder le permite moverse a grandes distancias en la Tierra o el Universo, a otros planos dimensionales o Multiversales.
- Intangibilidad: puede hacerse invisible o transparente como si fuese un fantasma.
- Manipulación de la Probabilidad: Este poder viene consigo del poder sobre los campos cuánticos en la alteración de la materia. En este caso, hacer cosas de la materia, la energía o de la misma realidad se ajusten a diversos hechos ocurran como tal o no ocurran o se manifiesten.

También es importante que hay que mencionar que Jenny ha ido aprendiendo a ser una líder a pesar de su poco tiempo como bebé del Siglo,  a pesar de que presenta una personalidad cambiante en cada momento en que ha manipulado su edad, pasando desde la personalidad de una niña hasta la de una rebelde adolescente; sin embargo, el amparo de sus padres adoptivos (Apollo y Midnighter) ha logrado madurar poco a poco. Sin embargo no significa que pueda ser vulnerable a morir en un determinado momento, al representar su vida de un siglo, en este caso, al final del siglo XXI, además posee una debilidad contra ataques psionicos, debido a que es débil a los ataques mentales.

## Trivia
- Al momento de sus recientes aventuras tenía 8 años, sin embargo, en sus últimas apariciones, tuvo que acelerar su edad a la de un adolescente de 14 años para salvar a sus compañeros de equipo.
- El linaje tanto de Jenny Quantum como de Jenny Sparks, provienen de una larga lista de bebés del siglo, siendo una especie de receptores de una entidad que cambia con cada siglo, y varían sus poderes, y que además se extienden desde los primeros relatos de la historia humana, entre los que se han dado a conocer, como la existencia de Jenny Stone y Jenny Fire, que fueron los dos primeros "Bebés del Siglo". Otros antepasados, aparte de su antecesora Jenny Sparks, incluyen: Jenny Steam, Jenny Revolution, Jenny Plague y Jenny Inquisition.
- Además su estado emocional y mental al igual que Jenny Sparks y sus antecesoras, está ligado a los cambios que afectan a la sociedad ya sea ideológicos o acontecimientos que afectan los hechos que marcan a la misma.
- Jenny además, ha demostrado tener la capacidad de invocar versiones de la realidad en versiones alternas de sí misma de todo el multiverso para ayudarla en las diferentes situaciones críticas contra los enemigos o amenazas que enfrentan. Ella puede crear universos imaginarios a voluntad, a través de esta habilidad, ella creó el universo conocido como Ciudad Infinita.